# André Corsini (cardeal)
André Corsini (Florença, 11 de junho de 1735 - Roma, 18 de janeiro de 1795) foi um cardeal do século XVIII.

## Biografia
Quinto dos sete filhos do príncipe Filippo Corsini, capitão-general da Guarda Nobre, e Ottavia Strozzi. Sobrinho-bisneto do cardeal Neri Corsini (1664) e do papa Clemente XII. Sobrinho-neto do cardeal Neri Maria Corsini (1730).
Após receber a educação religiosa e literária adequada ao cargo de sua família de Monsenhor Giovanni Gaetano Bottari, erudito de fama jansenista, decidiu ingressar no estado eclesiástico, então continuou seus estudos sob a orientação de seu tio-avô Neri Maria Corsini, Monsenhor Bottari e Pietro Francesco Foggini. Da convivência com estes clérigos, mais do que dos estudos teológicos que tanto negigenciou, nasceram nele a propensão para o rigor jansenista e a aversão pela moral dos jesuítas.
Prelado doméstico de Sua Santidade. Em 1756-1757, ele viajou muito. Nomeado ablegato apostólico para trazer o barrete vermelho ao novo cardeal Francisco de Saldanha da Gama em Lisboa: deixou Roma em maio de 1756; passou quinze dias na corte espanhola de Aranjuez; depois, ele foi para Madrid em junho-julho; e para Lisboa em 25 de julho de 1756; encontrou a cidade abalada pelo desastroso sismo de 1 de novembro de 1755 e ainda assolada por episódios telúricos; terminada a sua missão, Monsenhor Corsini foi para Compostela e Valladolid; e em 5 de dezembro chegou a Paris, onde foi hóspede do embaixador português que deixou Paris em 11 de março de 1757; foi a Lyon, Turim, Milão, Veneza, Pádua (onde visitou o cardeal Carlo Rezzonico) e Bolonha; e de lá, voltou para Roma. Nomeado referendário dos Tribunais da Assinatura Apostólica da Justiça e da Graça em 24 de agosto de 1758. Vigário do cardeal arcipreste da basílica patriarcal de Latrão em outubro de 1758. Protonotário apostólico supernumerario em 1758. Foi promovido a cardinalato pelo Papa Clemente XIII em agradecimento pelo apoio à sua eleição pelo cardeal Neri Maria Corsini.
Criado cardeal-diácono no consistório de 24 de setembro de 1759, recebeu o chapéu vermelho em 27 de setembro de 1759; e a diaconia de S. Ângelo em Pescheria, 19 de novembro de 1759. Recebeu as ordens menores, 25 de março de 1760. Atribuído às Sagradas Congregações de Ritos, Imunidade Eclesiástica, Consistorial e delle Acque. Protetor da Congregação Beneditina de Vallombrosa, 10 de dezembro de 1768..
Ordenado em 2 de fevereiro de 1769. Participou do conclave de 1769, que elegeu o papa Clemente XIV. Prefeito do Supremo Tribunal da Assinatura Apostólica de Justiça, julho de 1769. Optou pela ordem dos sacerdotes e pelo título de S. Matteo na Via Merulana, 11 de setembro de 1769. Protetor da Ordem dos Servos de Maria (Servitas), 22 de dezembro de 1770. Camerlengo do Sagrado Colégio dos Cardeais, 4 de março de 1771 até 27 de janeiro de 1772. Protetor do Reino da Inglaterra, 12 de março de 1773; e do Venerável Colégio Inglês de Roma. Protetor da Ordem de Nossa Senhora do Carmo (Carmelitas), 21 de abril de 1773. Em junho de 1773, recusou a nomeação como visitante do noviciado romano dos jesuítas. Prefeito da congregação especial "Pro exsequendo brevi suprimionis Societatis Jesu", para executar a supressão da Companhia de Jesus, instituída oficialmente em 13 de agosto de 1773. A congregação publicou a bula de supressão, Dominus ac Redemptor, datada de 21 de julho de 1773, em 19 de agosto; a congregação recebeu amplos poderes; entre outras coisas, o Cardeal Corsini foi forçado, para evitar ações contrárias à decisão do papa, a tomar medidas restritivas contra a liberdade do Superior Geral e outros importantes teólogos jesuítas, presos em Castel Sant'Angelo. A congregação também teve que lidar com o destino dos bens da Sociedade suprimida; com a substituição de professores em cadeiras já ocupadas pelos jesuítas; com a sobrevivência da Ordem naqueles Estados - como a Rússia e a Prússia - que não reconheceram a validade do mandato de supressão; e com os episódios de fanatismo, que atingiram o ápice nas profecias de Anna Teresa Poli e Bernardina Benzi sobre o castigo divino certo contra os autores da "conspiração" antijesuítica. O cardeal Corsini foi acusado de dureza excessiva pelos publicitários filo-jesuíticos; em julho de 1775, preocupado com a saúde do padre Ricci afetada pelas duras condições da prisão, escreveu sobre isso ao Papa Pio VI; renunciou à congregação em fevereiro de 1776. Prefeito da Economia do Collegio Romano, novembro de 1773. Em abril de 1776, foi nomeado membro da congregação encarregado da visita apostólica ao convento della Chiesa Nuova, onde um círculo acusado de jansenismo havia sido constituído.
Promovido a ordem dos bispos e a sé suburbicária de Sabina, 15 de julho de 1776, sob o pontificado de Pio VI. Consagrado em 21 de julho de 1776, catedral de S. Liberato de Frascati, pelo cardeal Henry Benedict Mary Stuart, bispo de Frascati, duque de York, assistido por Orazio Mattei, arcebispo titular de Colosso, e por Stefano Evodio Assemani, arcebispo titular de Apamea. Dedicou-se imediatamente com grande zelo e rigor moral ao trabalho pastoral, iniciando no mesmo ano a visitação da diocese, que interrompeu para educar o povo através das missões e preparar a organização eclesiástica para esta operação. Enquanto isso, cuidou do seminário, confiando a supervisão ao Foggini. Finalmente, em maio de 1779, reiniciou a visitação, que foi longa e muito precisa e terminou em 1783, percorrendo as sessenta paróquias da diocese que contavam com mais de 30.000 almas, 329 igrejas, 22 mosteiros, 6 hospitais, 16 asilos, 3 Monti di pietà e cerca de 259 confrarias. Um relatório da visita foi enviado em 1784 a Sagrada Congregação do Conselho Tridentino, que o elogiou. Uma segunda visita foi feita pelo cardeal Corsini entre 1785 e 1790. Em 1792, foi declarado o estado de guerra entre a França revolucionária e os Estados da Igreja. O cardeal Corsini foi repetidamente solicitado pelo governo toscano a intervir na Cúria Romana para promover o contato entre as duas partes, mas a intervenção do cardeal não produziu nenhum resultado. Vigário geral de Sua Santidade para a cidade de Roma e seu distrito, 10 de dezembro de 1793. Prefeito da Sagrada Congregação para a Residência dos Bispos de 10 de dezembro de 1793 até sua morte. Arcipreste da basílica patriarcal da Libéria, dezembro de 1793. Prefeito espiritual do Seminario e Colegio Romani. Protetor das cidades de Camerino, Cingoli, Toscanella, Bagnorea, Cori e outras; dos meses do Sette Dolori; dos monges camaldulenses; e dos monges Paolette. Ele apoiou e promoveu ativamente a supressão da Companhia de Jesus, embora sua conduta fosse muito cautelosa e orientada para evitar um envolvimento muito aberto.
Morreu em Roma em 18 de janeiro de 1795, às 19h. Exposto na basílica de S. Maria em Trastevere, onde o funeral ocorreu em 19 de junho de 1795; e sepultado na Capela Corsini, basílica patriarcal de Latrão. Marco Faustino Gagliuffi escreveu De laudibus Andreae Corsinii Cardinalis, oratio, Roma, Typis Salomonianis, 1796.